# Britte-Marie Bergström
Britte-Marie Bergström, född Wendbladh 14 september 1920 i Engelbrekts församling i Stockholm, död 23 februari 2005 i Vantörs församling i Stockholm, var en svensk översättare. Hon översatte från engelska, franska och danska. Mellan den första översättningen 1943 och den sista 2002 har hon översatt uppåt 200 böcker, framför allt av klassiska deckarförfattare som Agatha Christie, Georges Simenon, Margaret Yorke och Patricia Highsmith, men även t.ex. bestsellerförfattaren Catherine Cookson och böcker i flickboksserien Svarta hingsten (av Walter Farley).

## Biografi
Britte-Marie Bergström var dotter till regissören Rudolf Wendbladh och skådespelerskan Olga Richardt samt var 1949–1963 gift med författaren och översättaren Sven Bergström. Paret översatte också en handfull böcker tillsammans.

## Översättningar (urval)
- Agatha Christie: Fem små grisar (Five little pigs) (Bonnier, 1943)
- Jean Anouilh: Hermelinen (L'hermine) (översatt tillsammans med Sven Bergström, radiobearbetning av Claes Hoogland, Radiotjänst, 1952)
- Ferdinand Oyono: En boys liv (Une vie du boy) (Tiden, 1977)
- Bente Clod: Uppbrott (Brud) (Prisma, 1978)
- Margaret Yorke: Onda gärningar (Cause for concern) (Prisma, 2002)

## Priser
- Sveriges Författarfonds premium till personer för belöning av litterär förtjänst 1974
- Svenska Deckarakademins pris för berömvärd översättargärning 1990